# Titularbistum Axieri
Axieri (italienisch Azieri) ist ein Titularbistum der römisch-katholischen Kirche.
Es geht zurück auf einen früheren Bischofssitz in der römischen Provinz Mesopotamia. Der Bischofssitz war der Kirchenprovinz Dara-Anastasiupolis zugeordnet.
| Titularbischöfe von Axieri |                                                   |                                                          |                   |                   |
| Nr.                        | Name                                              | Amt                                                      | von               | bis               |
| 1                          | Aleksander Działyński                             | Weihbischof in Włocławek (Königreich Polen)              | 23. Dezember 1737 | 26. Dezember 1739 |
| 2                          | William Coppinger                                 | Koadjutorbischof von Cloyne und Ross (Königreich Irland) | 15. Januar 1788   | 4. Juni 1791      |
| 3                          | Célestine René Laurent Guynemer de la Hailandière | Koadjutorbischof von Vincennes (USA)                     | 17. Mai 1839      | 26. Juni 1839     |
| 4                          | John McCloskey                                    | Koadjutorbischof von New York (USA)                      | 21. November 1843 | 21. Mai 1847      |
| 5                          | Florentin-Etienne Jaussen SSCC                    | Apostolischer Vikar von Tahiti (Französisch-Polynesien)  | 9. Mai 1848       | 9. September 1891 |